# Budapest Stars
Budapest Stars este un club de hochei pe gheață din Budapesta, Ungaria care evoluează în OB I bajnokság.

## Lotul de jucători 2009-2010
| Portari | Portari                 |
| ------- | ----------------------- |
| 31      | Ungaria Rajna Miklós    |
| 70      | Ungaria Pleszkán József |

| Atacanți | Atacanți                 |
| -------- | ------------------------ |
| 79       | Ungaria Majoross Gergely |
| 8        | Ungaria Gergely Csaba    |
| 9        | Ungaria Somogyi Balázs   |
| 91       | Ungaria Strenk Hunor     |
| 49       | Ungaria Gröschl Tamás    |
| 22       | Ungaria Holéczy Roger    |
| 18       | Ungaria Fodor Szabolcs   |
| 90       | Ungaria Szappanos Dávid  |
| 9        | Ungaria Virág Csaba      |
| 3        | Ungaria Berta Ákos       |
| 94       | Ungaria Sándor Szilárd   |
| 7        | România Fodor Csanád     |
| 94       | Ungaria Wéber Zsolt      |
| 10       | Ungaria Maszlov Szergej  |